# Johann Haller (Polarforscher)

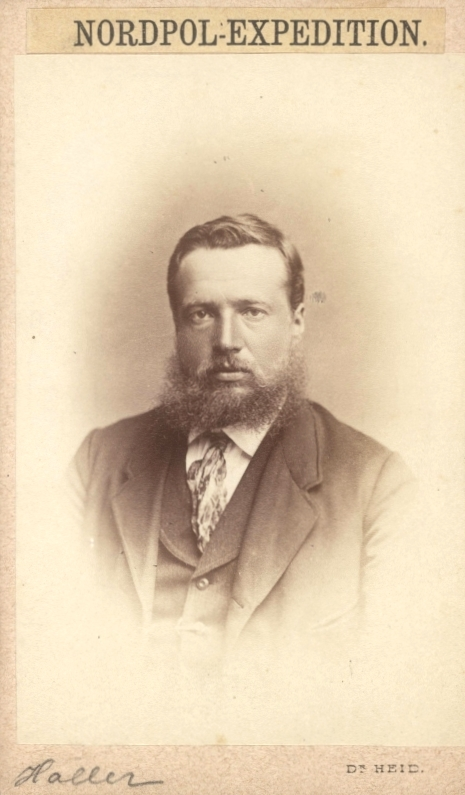
Johann Haller

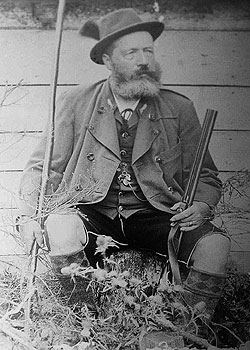
Johann Haller

Johann Haller (* 30. Juni 1844 in St. Leonhard in Passeier in Südtirol; † 16. Februar 1906 in Obsteig) war ein österreichischer Nordpolfahrer.

## Leben
Haller war Teilnehmer des Krieges von 1866 mit Österreich gegen Italien und Preußen. Im anschließenden Frieden von Wien wurde Venetien an Italien abgegeben und die Grenzen neu gezogen. Der K.u.K. Oberleutnant Julius von Payer wurde im Jahre 1868 mit der Vermessung dieser neuen Grenze im Adamello- und Ortlergebiet beauftragt. Neben zwei anderen Männern war Johann Haller einer von Payers Begleitern. In seinem Dienstzeugnis wurde Haller als geschickt, umsichtig, kühn und rechtschaffen gelobt.
Während dieser gemeinsamen Zeit hat sich zwischen Haller und Payer ein besonderes Vertrauensverhältnis entwickelt, sodass einige Jahre später Payer als Leiter der in Planung befindlichen Österreichisch-Ungarischen Nordpolexpedition  Haller bat, an dieser Expedition teilzunehmen. Alexander Klotz, ebenfalls aus Südtirol, begleitete Haller auf diese Reise.
Am 13. Juni 1872 verließ das Expeditionsschiff Admiral Tegetthoff Bremerhaven und wurde bereits Ende August 1872  bei Nowaja Semlja im Eis eingeschlossen. Während das Schiff weiterhin im Eis gefangen war, wurde während dieser zweijährigen Drift das Franz-Joseph-Land entdeckt. Der Tyroler Fjord erinnert an die beiden Tiroler Expeditionsteilnehmer Haller und Klotz.
In dieser Zeit unternahm Haller zahlreiche Erkundungen als Payers Begleiter und Gehilfe. 
Nach entbehrungsreicher Zeit und nach Aufgabe der Tegetthoff wurden die Überlebenden der Expedition am 24. August 1874 vom russischen Fischereischoner Nikolai an Bord genommen.
Im Herbst 1875 trat Haller eine Stelle als Förster in Obsteig in Nordtirol an.
Johann Haller spielt eine wichtige Rolle in dem Roman Die Schrecken des Eises und der Finsternis von Christoph Ransmayr.